# Règle de Haldane

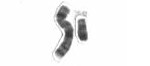
Chez l'être humain, sauf conditions intersexuées provoquant une aneuploïdie et d'autres états inhabituels, c'est le mâle qui est hétérogamétique, avec des chromosomes sexuels XY.

La règle de Haldane est une observation sur le stade précoce de la spéciation, formulée en 1922 par le biologiste évolutionniste britannique JBS Haldane, qui dispose que si - dans une espèce hybride - un seul sexe est non-viable ou stérile, ce sexe est plus susceptible d'être le  sexe hétérogamétique. Le sexe hétérogamétique est celui qui possède deux chromosomes sexuels différents ; chez les mammifères thériéns, par exemple, c'est le mâle.

## Aperçu
Haldane lui-même a décrit la règle de la manière suivante :

« Quand chez les hybrides F1 de deux races animales différentes un des sexes est absent, rare ou stérile, ce sexe est le sexe hétérozygote (le sexe hétérogamique). »

La règle de Haldane s'applique à la grande majorité des organismes hétérogamétiques. Cela inclut le cas où deux espèces établissent un contact secondaire dans une zone de sympatrie et forment des hybrides après une spéciation allopatrique.
Cette règle concerne à la fois les mâles hétérogamétiques (détermination du sexe de type XY ou XO, comme chez les mammifères et les drosophiles), les femelles hétérogamétiques (détermination du sexe de type ZW ou Z0, comme chez les oiseaux et les papillons) et certaines plantes dioïques comme les silènes.
Le dysfonctionnement hybride (stérilité et non-viabilité) est une forme majeure d'isolement reproductif post-zygotique qui se produit aux premiers stades de la spéciation. L'évolution peut produire un schéma d'isolement similaire dans une vaste gamme d'organismes différents. Cependant, les mécanismes réels conduisant à la règle de Haldane dans différents taxons restent largement indéfinis.

## Hypothèses
De nombreuses hypothèses différentes ont été avancées pour les mécanismes évolutifs produisant la règle de Haldane. Actuellement, l'explication la plus populaire de la règle de Haldane est l'hypothèse composite, qui divise la règle en plusieurs sous-règles concernant la stérilité, la non-viabilité, l'hétérogamétie masculine et l'hétérogamétie féminine. L'hypothèse composite stipule que les différents aspects de la règle de Haldane ont des causes différentes. Les mécanismes génétiques individuels peuvent ne pas s'exclure mutuellement, et ces mécanismes peuvent agir ensemble pour provoquer la règle de Haldane pour un aspect donné,. Contrairement à ces points de vue qui mettent l'accent sur les mécanismes génétiques, un autre point de vue émet l'hypothèse que la dynamique de la population pendant sa divergence peut provoquer la règle de Haldane.
Les principales hypothèses génétiques sont :
- Dominance : Les hybrides hétérogamétiques sont affectés par tous les allèles liés à l'X (qu'ils soient récessifs ou dominants), provoquant des incompatibilités dues au rapprochement d'allèles divergents. Cependant, les hybrides homogamétiques ne sont affectés que par les allèles délétères dominants liés à l'X. Les hybrides hétérogamétiques, qui ne portent qu'une seule copie d'un gène lié à l'X donné, seront affectés par des mutations quelle que soit leur dominance. Ainsi, une incompatibilité liée à l'X entre des populations divergentes est plus susceptible de s'exprimer dans le sexe hétérogamétique que dans le sexe homogamétique.
- Le « mâle plus rapide » : on pense que les gènes mâles évoluent plus rapidement en raison de la sélection sexuelle[6]. En conséquence, la stérilité mâle devient plus évidente dans les taxons hétérogamétiques mâles (système XY de détermination sexuelle). Cette hypothèse est en conflit avec la règle de Haldane dans les taxons homogamétiques mâles, dans lesquels les femelles sont plus affectées par l'infériorité hybride. Selon la théorie composite, elle ne s'applique donc qu'à la stérilité mâle dans les taxons à détermination sexuelle XY.
- Meiotic drive (en) : Dans les populations hybrides, des éléments génétiques égoïstes inactivent les spermatozoïdes (c'est-à-dire qu'un facteur de drive lié à l'X inactive un spermatozoïde porteur de Y, et vice versa).
- Le « X plus rapide » : les gènes sur les chromosomes hémizygotes peuvent évoluer plus rapidement en améliorant la sélection sur d'éventuels allèles récessifs, ce qui a un effet plus important sur l'isolement reproductif[8].
- Sélection différentielle : Les incompatibilités hybrides affectant le sexe hétérogamétique et le sexe homogamétique sont des mécanismes d'isolement fondamentalement différents, ce qui rend l'infériorité hétérogamétique (stérilité/non-viabilité) plus visible ou préservée dans la nature[7].

Les données de plusieurs groupes phylogénétiques soutiennent une combinaison de dominance et de théories du chromosome X plus rapide. Cependant, il a récemment été soutenu que la théorie de la dominance ne peut pas expliquer la règle de Haldane chez les marsupiaux, puisque les deux sexes connaissent les mêmes incompatibilités dues à l'inactivation de l'X paternel chez les femelles.
L'hypothèse de dominance est au cœur de la théorie composite, et il a été démontré dans de nombreux cas que les effets récessifs/dominants liés à l'X provoquent des incompatibilités hybrides. Il existe aussi des preuves à l'appui des hypothèses du mâle plus rapide et du meiotic drive. Par exemple, une réduction significative du flux génétique induit par les mâles est observée chez les éléphants d'Asie, suggérant une évolution plus rapide des traits mâles.
Bien que la règle ait été initialement énoncée dans le contexte d'organismes diploïdes avec détermination chromosomique du sexe, il a récemment été avancé qu'elle pouvait être étendue à certaines espèces dépourvues de détermination chromosomique du sexe, comme celles qui sont haplodiploïdes ou hermaphrodites.

## Exceptions
Dans certains cas, le sexe homogamétique s'avère non-viable alors que le sexe hétérogamétique est viable et fertile. Ceci est observé chez les drosophiles,.